# Zolessia
Zolessia is een geslacht van vlinders van de familie Apatelodidae.

## Soorten
- Z. cuprea Kaye, 1901
- Z. felderi Druce, 1887
- Z. lucernaria Walker
- Z. saturata Walker, 1862